# ESIEE Paris
ESIEE Paris це велика інженерна школа, розташована в Марн-ла-Валле. Школа була створена в 1904 році під назвою École Breguet.
Паризький ESIEE пропонує своїм студентам загальну інженерну підготовку з метою дати їм змогу проектувати, виробляти та контролювати складні промислові системи, дотримуючись суворих економічних обмежень і стикаючись з міжнародним середовищем. З цією метою школа забезпечує поглиблену науково-технічну підготовку, яка часто оновлюється, щоб не відставати від передових технологій, і доповнюється її асоціацією з викладанням мов, загальної культури, економіки та гуманітарних наук.

## Історія

### Школа Бреге
Школа Бреге, розташована на вулиці Фальг’єр у Парижі, була заснована в 1904 р. за ініціативою трьох викладачів: Чарльза Шнайдера, Аманса Фальг’єра та Маріуса Форгерона. Він має бути еквівалентом національних шкіл мистецтв і ремесел для механіків у викладанні електрики.
Школою спочатку керував Маріус Форгерон, засновник. Його син Жак змінив його до переходу на посаду Торгово-промислової палати в 1968 році.

## Знамениті випускники
- Домінік Перро, французький архітектор, архітектуру якого іноді називають еко-тек
- Ян ЛеКун, науковець в галузі комп'ютерних наук
- Марсель Дассо, французький авіаконструктор